# Université Longwood
Pour les articles homonymes, voir Longwood.
L’université Longwood (en anglais : Longwood University) est une université située à Farmville dans l'État de Virginie aux États-Unis.
Les Lancers de Longwood sont l'équipe sportive de l'université.

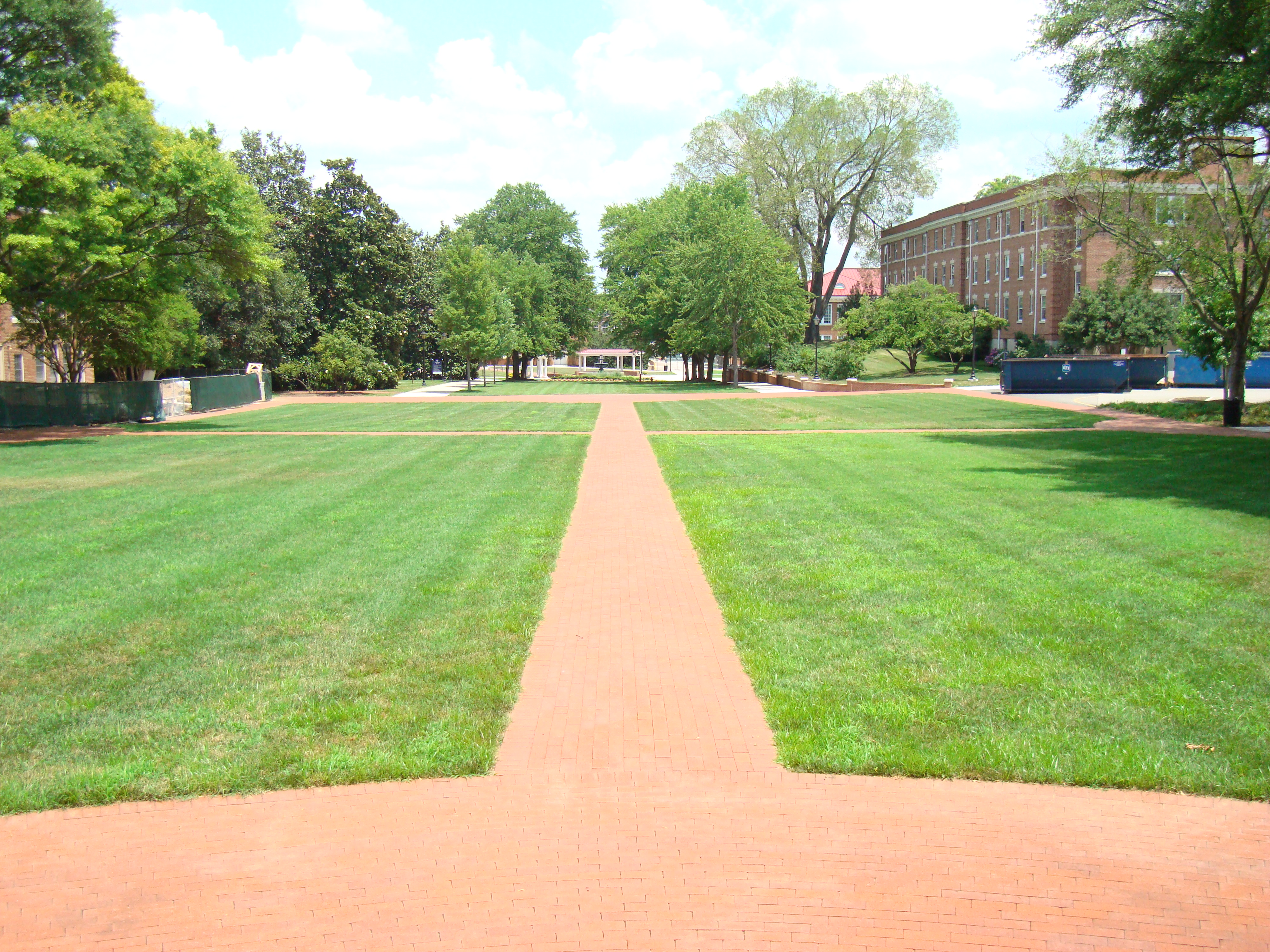
Université Longwood